# Якубовські
Якубовські — родина, що походить зі стародавнього західно-українського міста Броди, яке на початку 20-го сторіччя було великим культурним та торговельним центром Східної Галичини.

## Історія
Родина Якубовських була відомою в місті. Маючи свою чоботарську майстерню, ювелірну крамничку та модне на той час фотоательє, родина здійснювала меценатську діяльність та колекціонувала старовинні ікони. На початку Першої світової війни, Якубовський Семен Іванович (що народився 14 січня 1891) був мобілізований до лав Австро-Угорської Армії, воював на фронті, а потім перейшов на сторону Червоної Армії. Після війни Якубовський С. І. працював чоботарем та мешкав в передмісті Києва Деміївка. У 1921 році переїхав до родичів у місто Миколаїв. За радянських часів родиною Якубовських була зібрана значна колекція понад 3000 одиниць старовинних українських ікон XVIII та XIX століть. Родина мала велику бібліотеку сучасної літератури, вела пошукову та дослідницьку діяльність з вивчення українських старожитностей.
У 1991 в Києві було створено музей символів родини Якубовських.